# Trichopilia marginata
Trichopilia marginata là một loài thực vật có hoa trong họ Lan. Loài này được Henfr. miêu tả khoa học đầu tiên năm 1851.

## Hình ảnh

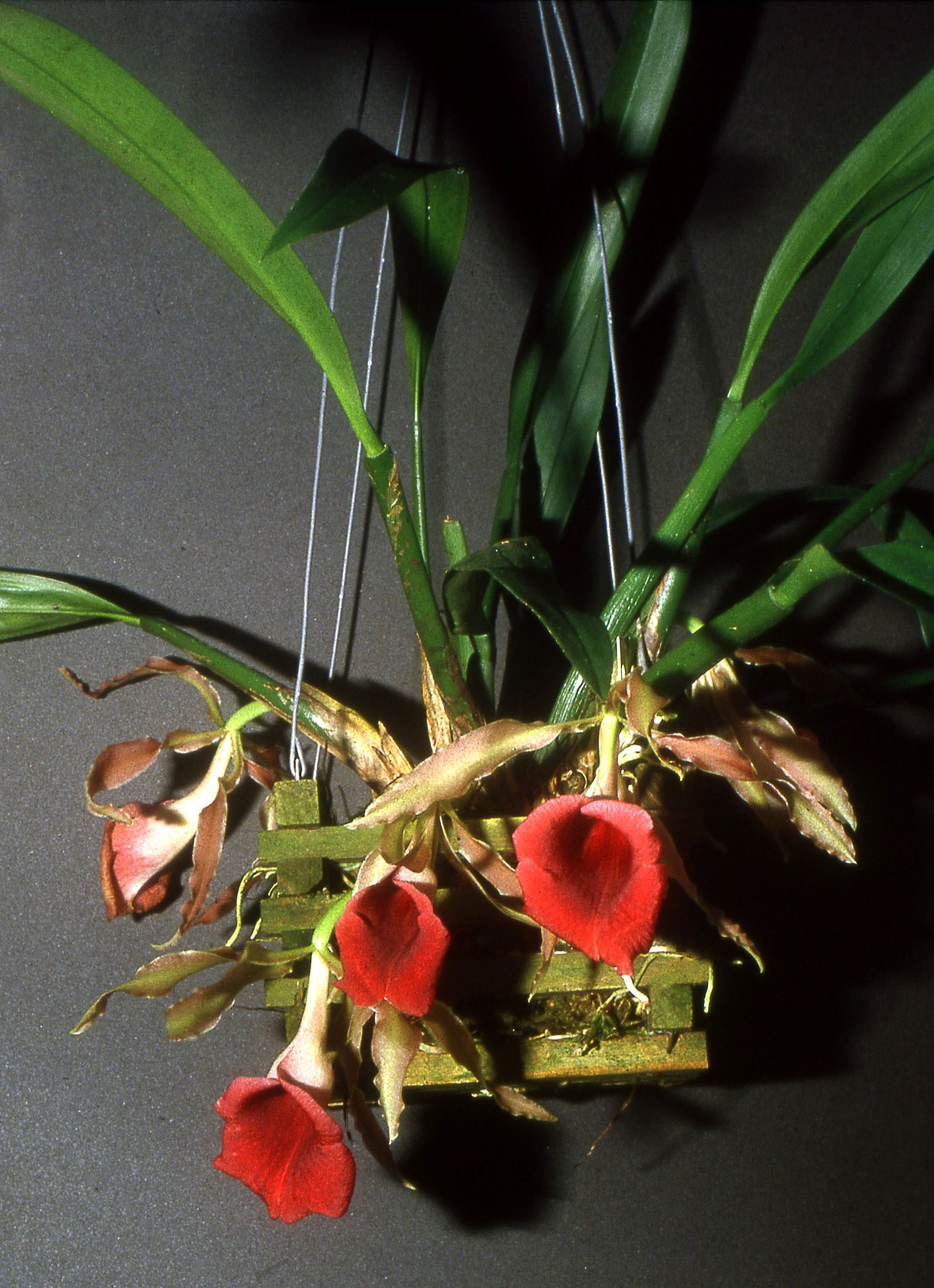
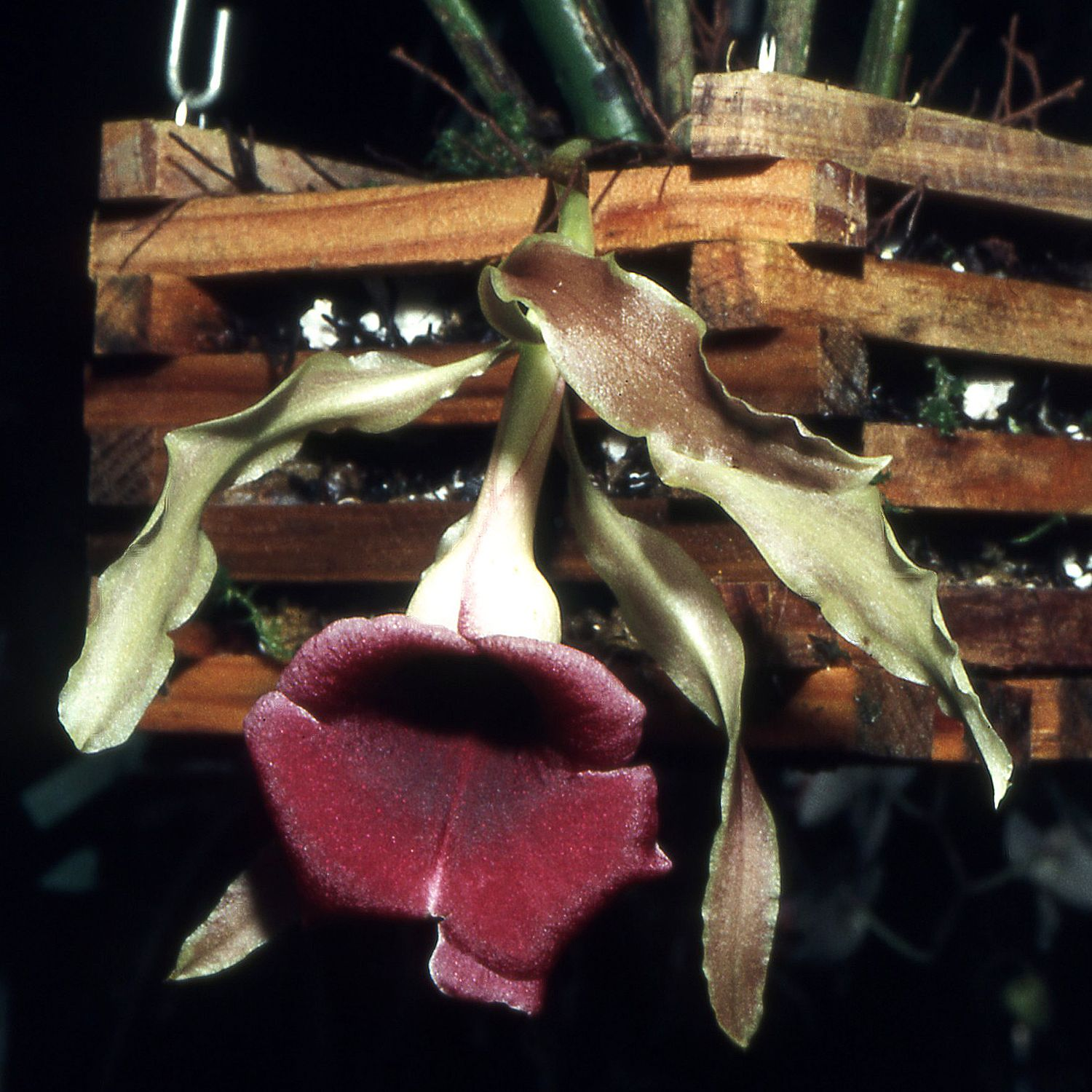
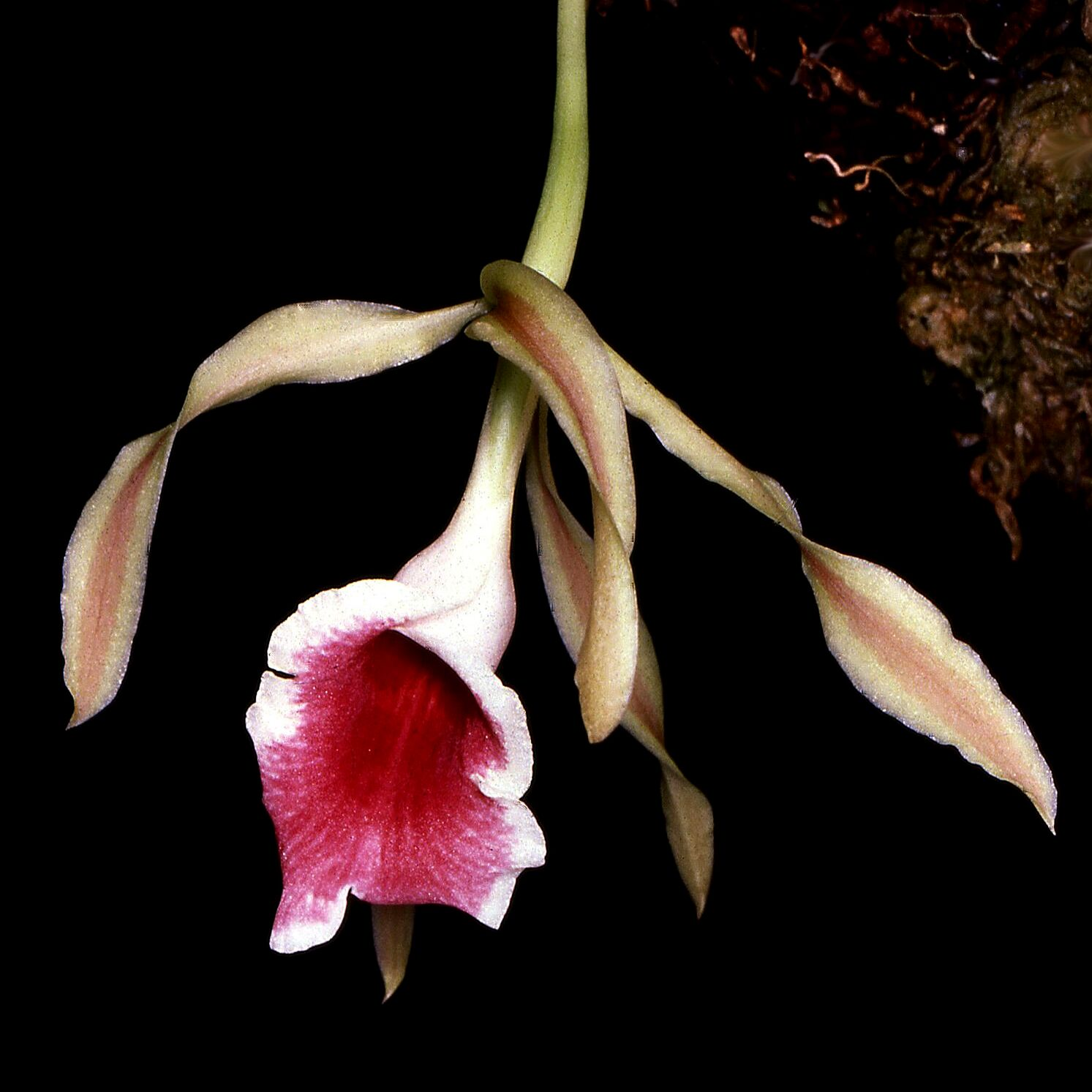
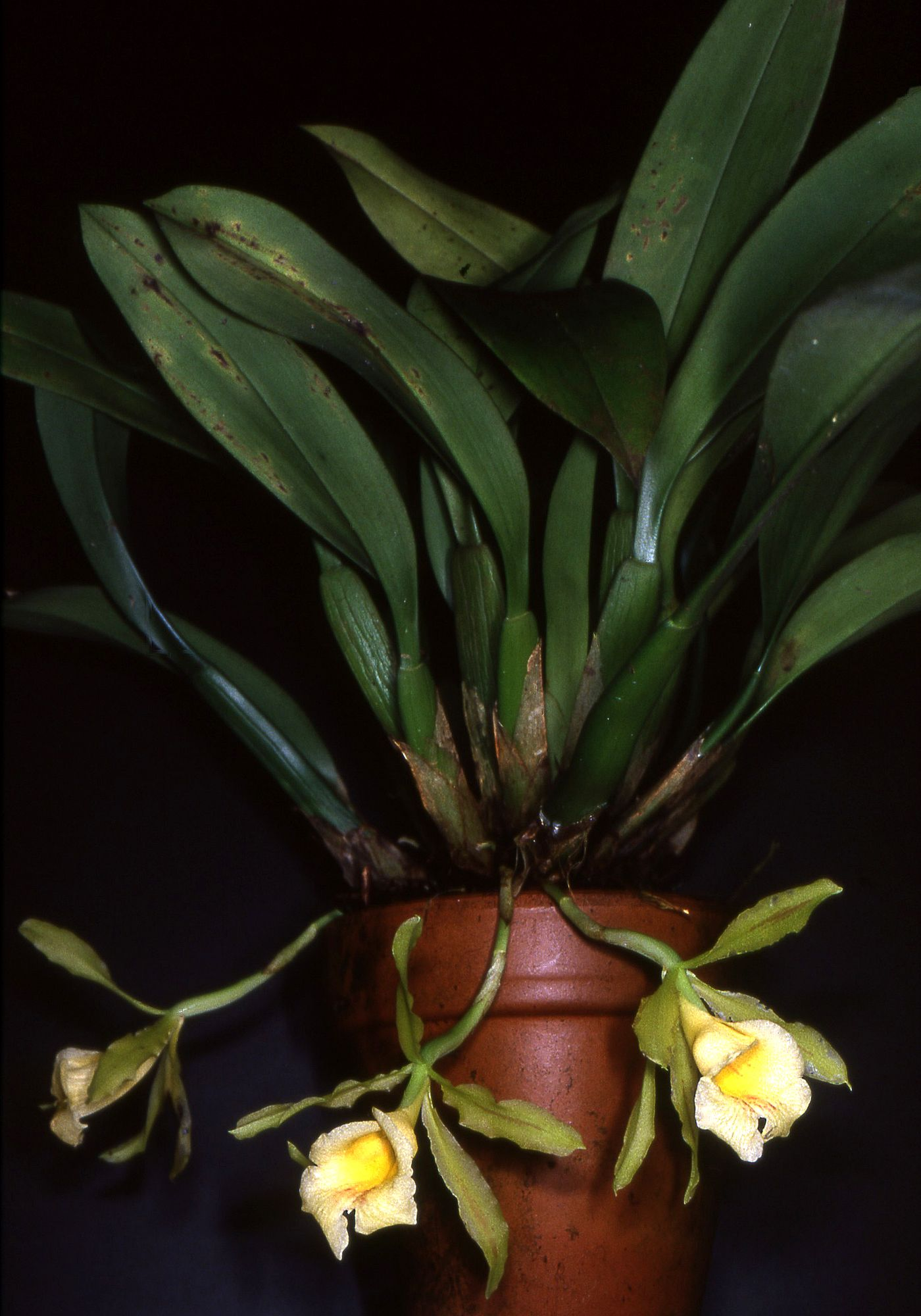